# Blizna

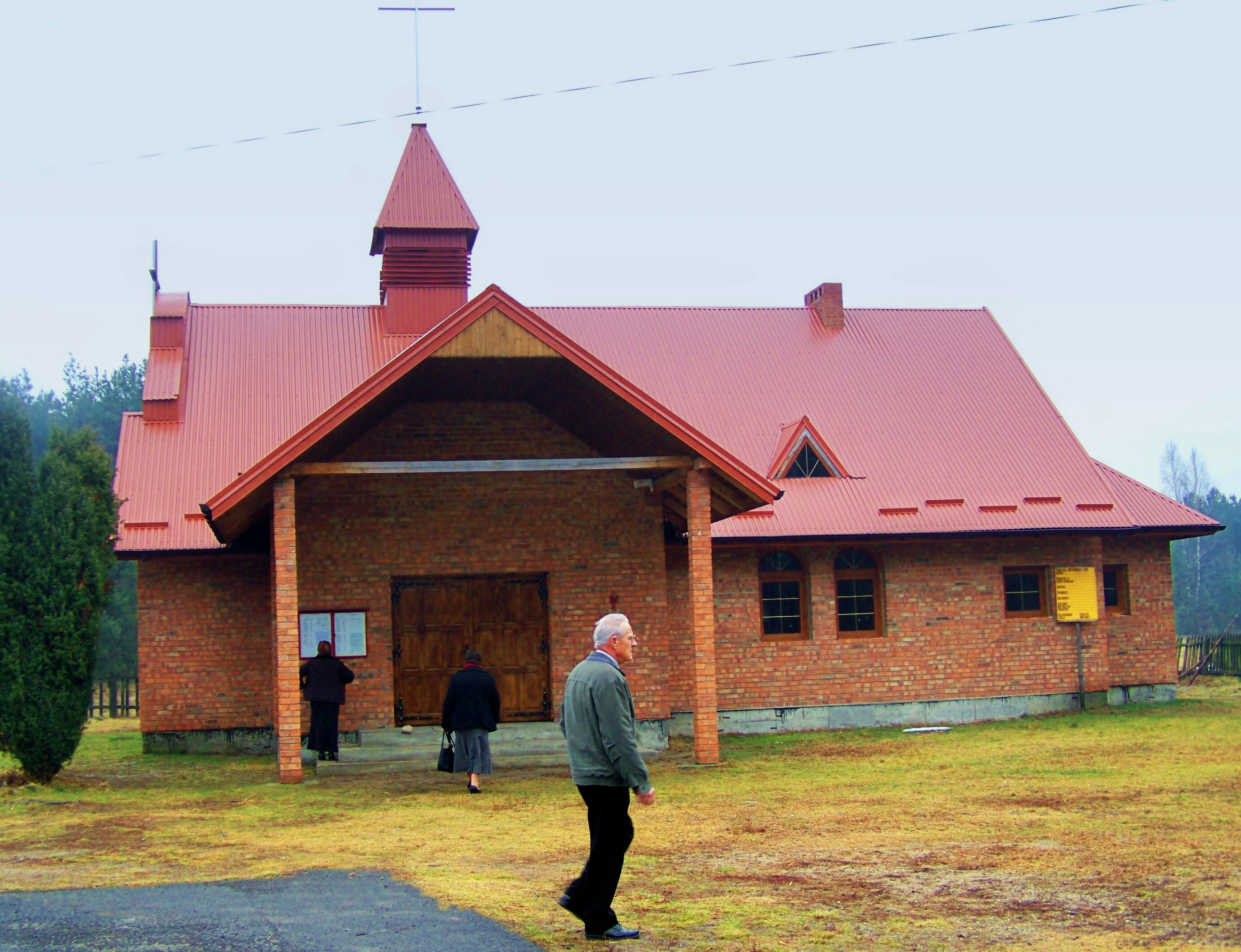
Uma igreja em Blizna.

Blizna é uma vila no distrito administrativo de Gmina Ostrów, no condado de Ropczyce-Sędziszów, voivodia da Subcarpácia, no sudeste da Polônia. Fica a aproximadamente 12 km (7 milhas) ao norte de Ostrów (condado de Ropczyce-Sędziszów), 12 km (7 milhas) ao norte de Ropczyce e 34 km (21 milhas) a noroeste da capital regional Rzeszów. Tem uma população de cerca de 250 pessoas.

## Importância histórica
De 5 de novembro de 1943 ao início de julho de 1944, havia uma base militar SS perto de Blizna, de onde 139 foguetes A4 (também conhecidos como V-2) foram lançados para fins experimentais e para treinamento. Após o ataque aéreo a Peenemünde em 17 de agosto de 1943, foi decidido que o treinamento e os testes deveriam ser feitos no sudeste da Polônia, fora do alcance dos bombardeiros aliados. No entanto, os lançamentos de teste também continuaram em Peenemuende até 21 de fevereiro de 1945.
Como os foguetes lançados de Blizna - em contraste com os foguetes lançados de Peenemünde - sobrevoaram uma área povoada, também houve alguma destruição de edifícios. Wernher von Braun, uma figura central no programa de desenvolvimento de foguetes pré-guerra da Alemanha e diretor pós-guerra do Marshall Space Flight Center da NASA, trabalhou no local de teste de Blizna e visitou pessoalmente as áreas de impacto do míssil de teste para solucionar problemas quaisquer problemas descobertos durante os testes.

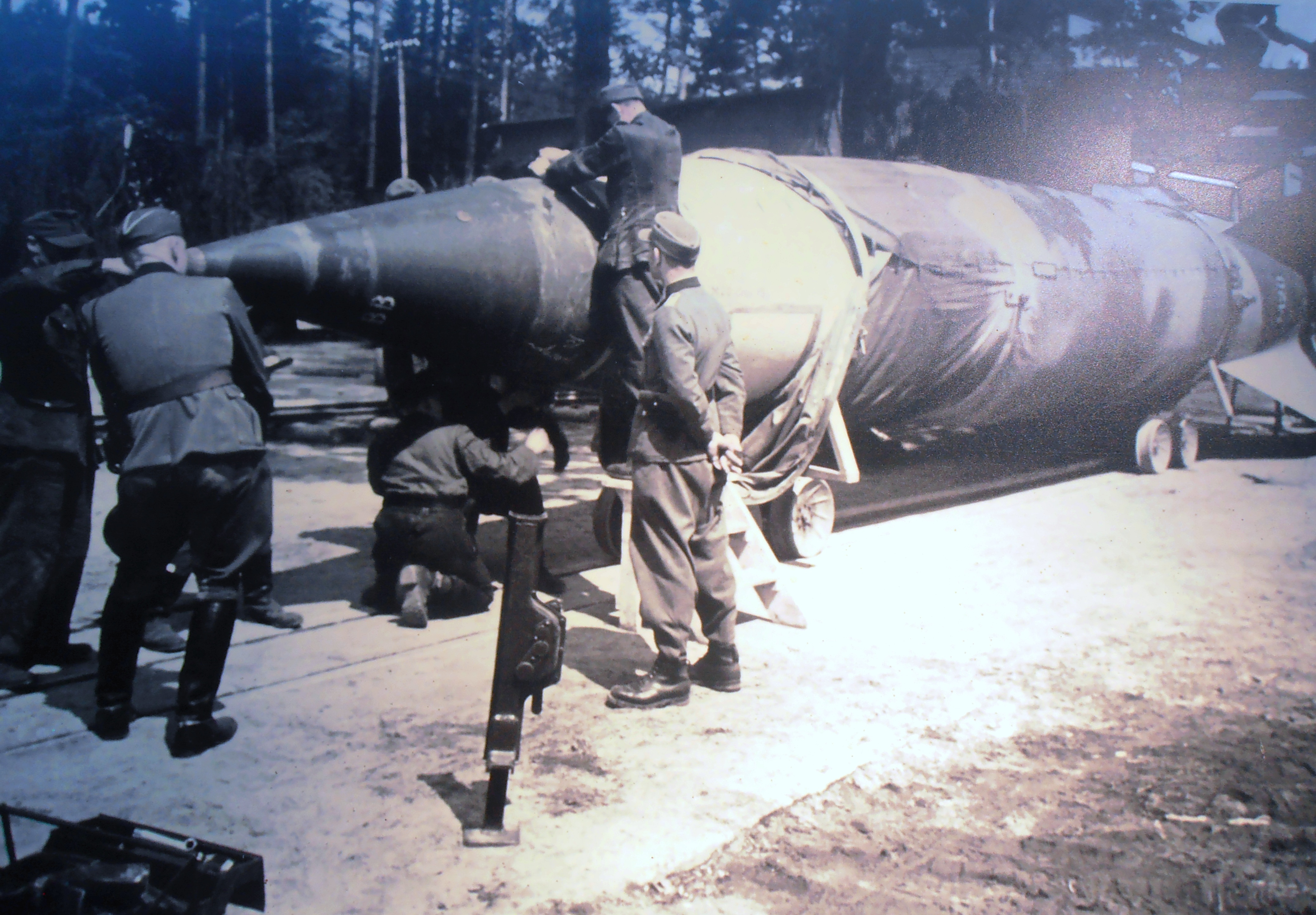
Um míssil V-2 em Blizna.

O campo de testes de mísseis em Blizna foi rapidamente localizado pelo movimento de resistência polonês, o Armia Krajowa, graças a relatórios de fazendeiros locais. Os agentes de campo do Armia Krajowa conseguiram até obter pedaços dos foguetes disparados, chegando ao local antes das patrulhas alemãs. No início de março de 1944, o quartel-general da inteligência britânica recebeu um relatório de um agente do Armia Krajowa (codinome: 'Makary') que havia inspecionado secretamente a linha férrea de Blizna e observado um vagão fortemente guardado por tropas SS contendo 'um objeto que, embora coberto por uma lona, apresentava todas as semelhanças com um monstruoso torpedo'. Posteriormente, foi formado um plano para tentar capturar um foguete V-2 inteiro não detonado e transportá-lo para a Grã-Bretanha. Por volta de 20 de maio de 1944, um foguete V-2 relativamente intacto caiu na margem pantanosa do rio Bug perto da vila de Sarnaki e os poloneses locais conseguiram escondê-lo antes da chegada dos alemães. O foguete foi então desmontado e contrabandeado pela Polônia. No final de julho de 1944, a resistência polonesa (braço da Armia Krajowa que fazia parte da inteligência V-1 e V-2) transportou secretamente partes do foguete para fora da Polônia na Operação Most III (Ponte III), para análise pela inteligência britânica.
Em julho de 1944, o avanço das tropas soviéticas forçou a evacuação da base de Blizna e as atividades de lançamento foram transferidas para a Floresta de Tuchola.